# Muri (huyện)

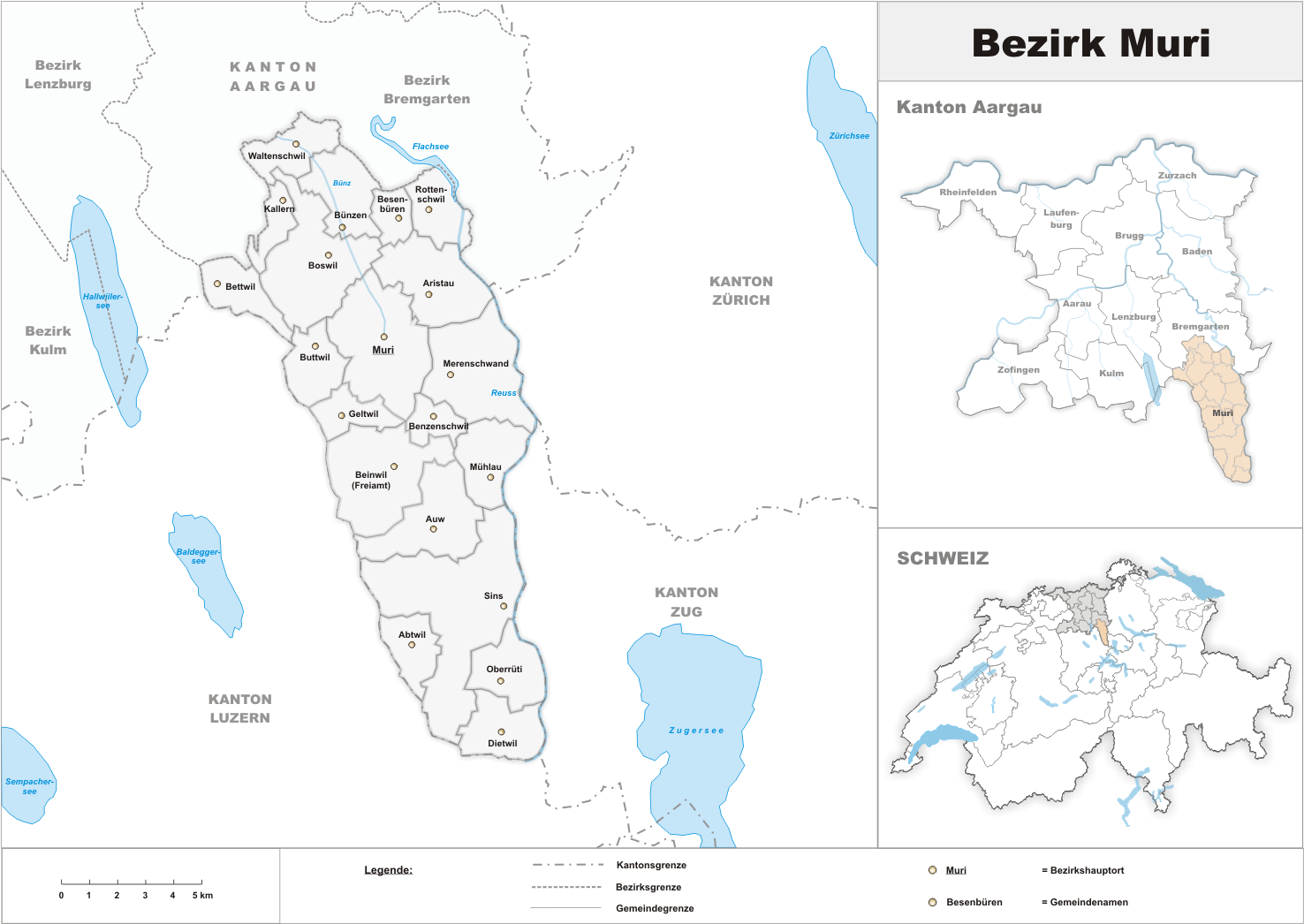
Bản đồ

Dân số

Muri là một huyện ở bang Aargau, Thụy Sĩ. Thủ phủ là Muri. Huyện này nằm ở phía nam của Freiamt.

## Các đô thị
| Đô thị       | Dân số (31.12.2006) | Diện tích (km²) |
| ------------ | ------------------- | --------------- |
| Abtwil       | 726                 | 4,14            |
| Aristau      | 1,267               | 8,64            |
| Auw          | 1,548               | 8,61            |
| Beinwil      | 980                 | 11,29           |
| Benzenschwil | 535                 | 2,46            |
| Besenbüren   | 573                 | 2,38            |
| Bettwil      | 555                 | 4,25            |
| Boswil       | 2,319               | 11,78           |
| Bünzen       | 953                 | 5,77            |
| Buttwil      | 1,159               | 4,61            |
| Dietwil      | 1,022               | 5,49            |
| Geltwil      | 180                 | 3,28            |
| Kallern      | 304                 | 2,67            |
| Merenschwand | 2,492               | 11,05           |
| Mühlau       | 1,008               | 5,52            |
| Muri         | 6,605               | 12,34           |
| Oberrüti     | 1'217               | 5,37            |
| Rottenschwil | 807                 | 4,49            |
| Sins         | 3,629               | 20,28           |
| Waltenschwil | 2,212               | 4,54            |